# 豆各庄地区
豆各庄地区是中华人民共和国北京市朝阳区的一个地区办事处，同时保留豆各庄乡名称，其行政事务机构实行“一套人马，两块牌子”的体制，地区办事处与乡政府合署办公。
豆各庄地区面积14.2平方公里,总人口1.3万人。京沈高速公路和北京市向通州区输送电、热、油、天然气的管线从辖区内通过。

## 下辖社区
豆各庄地区目前下辖的社区有：
- 北京市第二监狱社区
- 北京工程塑料厂社区